# Westerberg (Rothaargebirge)
Der Westerberg ist eine 662,5 m ü. NHN hohe Bergkuppe im Rothaargebirge. Er liegt nahe Rinsecke im nordrhein-westfälischen Kreis Olpe. Vor Ort befindet sich der Freizeitpark Panorama-Park Sauerland Wildpark und nahe der Aussichtsturm Rhein-Weser-Turm.

## Geographie

### Lage
Der Westerberg erhebt sich im Naturpark Sauerland-Rothaargebirge an der Westabdachung des Rothaargebirge-Hauptkamms in der Gemarkung der Gemeinde Kirchhundem. Etwa 7 km (Luftlinie) ostsüdöstlich von deren gleichnamigem Kernort liegt er zwischen den Ortsteilen Oberhundem im Nordnordwesten, Rüspe im Südosten, Heinsberg im Südwesten, Marmecke im Westen und Rinsecke im Westnordwesten, wobei letztere Ortschaft das am nächsten gelegene Dorf ist. Nordöstlich befindet sich der Stengenberg (706,5 m) und die Hohe Hessel (743,6 m) und südwestlich der Eggenkopf (647,3 m).

### Naturräumliche Zuordnung
Der Westerberg gehört in der naturräumlichen Haupteinheitengruppe Süderbergland (Nr. 33), in der Haupteinheit Rothaargebirge (mit Hochsauerland) (333) und in der Untereinheit Westrothaarhöhen (333.4) zum Naturraum Westliche (Rüsper) Rothaar (333.41), wobei sich nordwestlich in der Haupteinheit Südsauerländer Bergland (3362) und in der Untereinheit Südsauerländer Rothaarvorhöhen (3362.5) der Naturraum Hundemgrund (Hundemtal; 3362.53) anschließt.

### Rhein-Weser-Wasserscheide und Fließgewässer
Über den Westerberg verläuft die Rhein-Weser-Wasserscheide: Das Wasser aller Fließgewässer, die von dort nordwärts verlaufen, wie die Lütge Rinsecke, die auf der Westflanke des Bergs im Freizeitpark entspringt, erreicht durch die Hundem, Lenne und Ruhr den Rhein. Dementgegen fließt jenes der Bäche, die in südöstliche Richtungen verlaufen, wie die die Bergkuppe südlich passierende Röspe (größtenteils auch Schwarzbach genannt), durch die Eder und Fulda in die Weser.

## Schutzgebiete
Östlich, südöstlich und südlich des bewaldeten Eggenkopfs liegen das Naturschutzgebiet Schwarzbachsystem mit Haberg und Krenkeltal (CDDA-Nr. 165492; 1961 ausgewiesen; 3,12 km² groß) und flächendeckend ein gleichnamiges und genauso großes Fauna-Flora-Habitat-Gebiet (FFH-Nr. 4915-302). Auf der Erhebung befinden sich, abgesehen von den Gebieten des Freizeitparks, Bereiche des Landschaftsschutzgebiets Kreis Olpe (CDDA-Nr. 345041; 1988; 262,87 km²).

## Freizeit, Wandern und Verkehr
Etwas unterhalb einer ostnordöstlich des Westerbergs gelegenen Kuppe steht der Rhein-Weser-Turm, ein Aussichtsturm von dem sich ein Rundumblick unter anderem über die Berge des Rothaargebirges und Sauerlands bietet. Auf dem Westhang des Bergs und am Nachbarberg Eggenkopf liegen Teile des Freizeitparks Panorama-Park Sauerland Wildpark. Knapp 500 m nördlich seiner Kuppe befindet sich ein Skilift. Vorbei am Westerberg führen als Wanderwege der Rothaarsteig, der Wilhelm-Münker-Weg und der Christine-Koch-Weg.
Nördlich vorbei an der Bergkuppe führt die von 1881 bis 1884 als „Hundem-Eder-Provinzialstraße“ erbaute Landesstraße 553 kurvenreich von Oberhundem im Nordwesten, den Rhein-Weser-Turm passierend, durch Rüspe zum Erndtebrücker Ortsteil Röspe im Südosten. Von dieser Straße zweigt die etwa in Ost-West-Richtung verlaufende Kreisstraße 22 ab, die rund 900 m westnordwestlich des Gipfels den Eingang des Freizeitparks tangiert und dann zum Kirchhundemer Ortsteil Rinsecke verläuft.